# Pouteria bilocularis
Pouteria bilocularis là một loài thực vật có hoa trong họ Hồng xiêm. Loài này được (H.K.A.Winkl.) Baehni miêu tả khoa học đầu tiên năm 1942.